# 電動機車

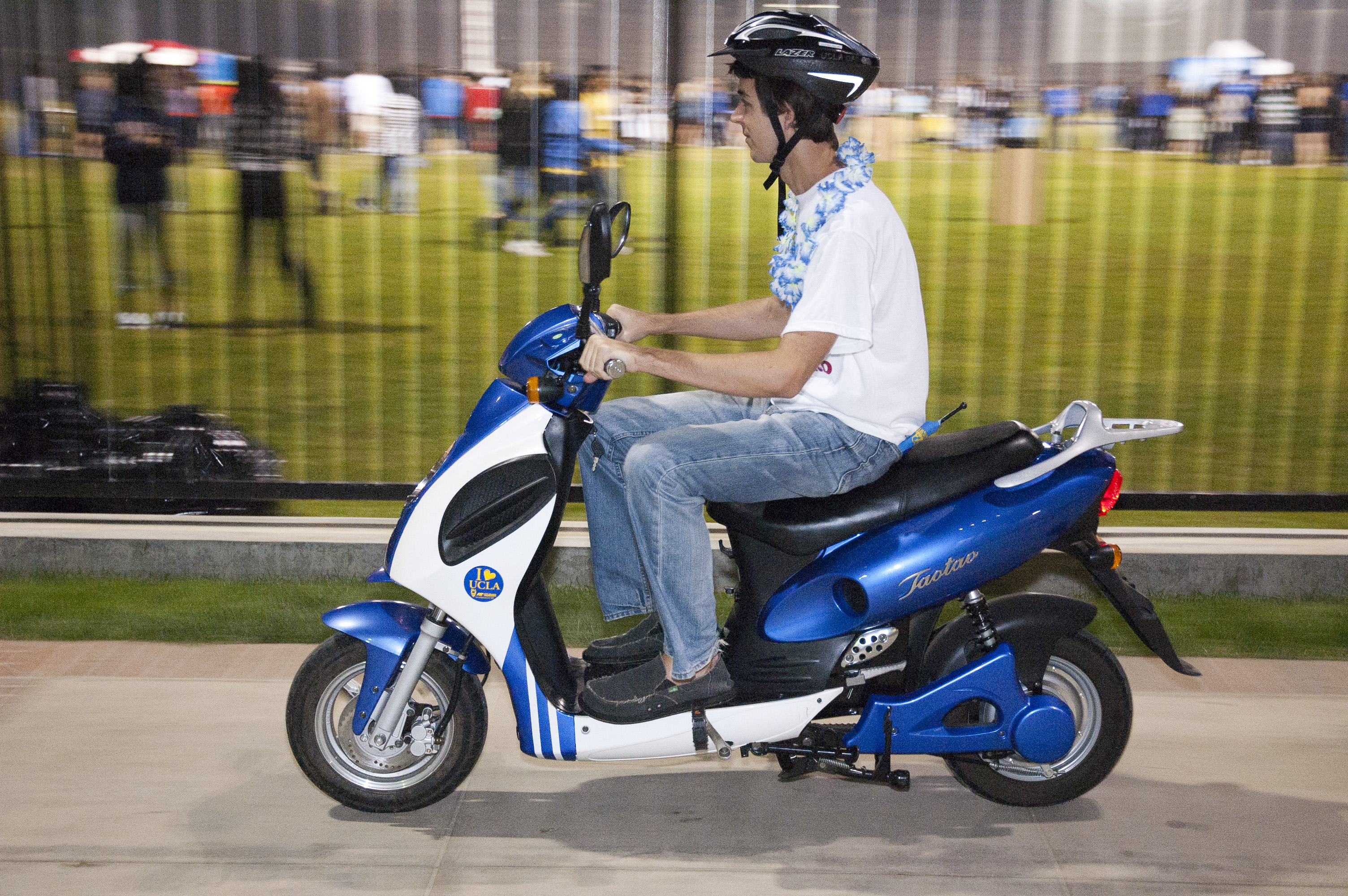
電動機車

電動機車包括電動摩托車與電動速克達，是以二到三輪著地並以電動機驅動的陸上載具。中国大陆是世界上电动自行车销量最大的地区，截至2020年，中国大陆电动自行车保有量已达3亿，且年销量超过3000万辆。

## 發展史
- 1860年代：最早的電動機車已經可以找到專利存在。
- 1911年：根據早期的大眾機械文章，電動摩托車是可以買到的。
- 2007年：鋰離子電池動力的機車創了新紀錄。

## 分類

### 台湾
中華民國境內對電動機車的分類：
- 大型重型電動機車：須掛牌、需駕照、須戴安全帽，比照小型汽車適用其行駛規定，不需要兩段式左轉、可兩人騎乘、可行駛禁行機車道、可行駛各級快速公路、快速道路，但國道仍不開放。功率超過40馬力，但低於54馬力，車牌為黃底黑字。功率超過54馬力為紅底白字。
- 普通重型電動機車：功率超過5馬力，但低於40馬力。須掛牌（白底黑字）、需駕照、須戴安全帽，可兩人騎乘。
- 普通輕型電動機車：功率超過1.34馬力，但低於5馬力，或者功率低於1.34馬力但最高時速超過45公里/小時。須掛牌（綠底白字）、需駕照、須戴安全帽，可兩人騎乘。
- 小型輕型電動機車：全電動模式時速低於45公里/小時，功率低於1.34馬力（1000瓦），車重70公斤以下。須掛牌（白底紅字）、需駕照、須戴安全帽，限一人騎乘。
- 微型電動二輪車（舊制的電動自行車）：全電動模式時速低於25公里/小時，車重（不含電池）40公斤以下、含電池60公斤以下。經形式審驗合格，以電力為主要動力。須投保強制險、須掛牌（白底綠字）、滿14歲、免駕照、需戴安全帽，限一人騎乘。[2]
- 電動輔助自行車：全電動模式時速低於25公里/小時，車重40公斤以下。經形式審驗合格，以人力為主要動力、電力為輔助。不須掛牌、免駕照、需戴安全帽，限一人騎乘。[3]

### 中国大陆
根据2018年发布的《电动自行车安全技术规范》，中华人民共和国境内将电动两轮或三轮车辆分为电动摩托车、电动轻便摩托车以及电动自行车，根据类型不同，其管理方式也有所不同。
| 类别     | 参数               | 非机动车                         | 机动车                   | 机动车                   |
| 类别     | 参数               | 电动自行车                       | 电动轻便摩托车           | 电动摩托车               |
| -------- | ------------------ | -------------------------------- | ------------------------ | ------------------------ |
| 车辆参数 | 电驱动最高速度     | ≤25km/h                          | >25km/h，≤50km/h         | >50km/h                  |
| 车辆参数 | 整车质量（含电池） | ≤55kg                            | >55kg（非强制）          | >55kg（非强制）          |
| 车辆参数 | 电动机功率         | ≤400W                            | >400W，≤4000W（非强制）  | >4000W（非强制）         |
| 车辆参数 | 电池电压           | ≤48V                             | 无限制                   | 无限制                   |
| 车辆参数 | 骑行用脚踏板       | 有                               | 无                       | 无                       |
| 驾驶行为 | 驾驶人年龄         | ≥16周岁                          | ≥18周岁                  | ≥18周岁，<70周岁         |
| 驾驶行为 | 能否带人           | 多数地区可携带一名12周岁以下乘客 | 不可带人                 | 可携带一名12周岁以上乘客 |
| 驾驶行为 | 骑行时佩戴头盔     | 部分地区强制                     | 强制                     | 强制                     |
| 牌证要求 | 驾驶证             | 不需要                           | 需要D、E或F类驾驶证      | 需要D或E类驾驶证         |
| 牌证要求 | 车辆登记和行驶证   | 须根据地方标准进行车辆登记       | 须根据国家标准申领行驶证 | 须根据国家标准申领行驶证 |
| 牌证要求 | 车辆号牌           | 由各地自行设计样式               | 蓝底白字的92式摩托车号牌 | 黄底黑字的92式摩托车号牌 |
| 牌证要求 | 交强险             | 无需购买                         | 强制购买                 | 强制购买                 |

## 電動機車製造商

### 歐美
- Brammo（英语：Brammo）
- Zero Motorcycles（英语：Zero Motorcycles）

### 臺灣
- 三陽工業（Sym）
- 光陽工業（Kymco）
- 信璽國際（Sincereplus）
- 東庚企業（DBX）
- 中華汽車工業（e-Moving）
- 易維特（EVT）
- 臺灣山葉機車（Yamaha）
- 見發先進科技（kentfa）
- 益通動能科技（EV）
- 台灣城市動力（CITY POWER）
- 摩力美科技（Ecoda）
- 睿能創意（Gogoro）
- 宏佳騰機車（AEONMOTOR）
- 其昜電動車科技股份有限公司（Ahamani EV Technology / Ahamani EV Technology）
- 冠美科技（KuanMei MOTOR）
- 夠酷比股份有限公司（Gokube）

### 中国大陆
- 立马车业集团有限公司
- 雅迪科技集团有限公司
- 江苏新日电动车股份有限公司
- 爱玛科技集团股份有限公司
- 浙江绿源电动车有限公司
- 北京牛电科技有限责任公司
- 小刀科技股份有限公司
- 比德文控股集团有限公司
- 纳恩博(北京)科技有限公司

## 其他也稱電動機車的載具

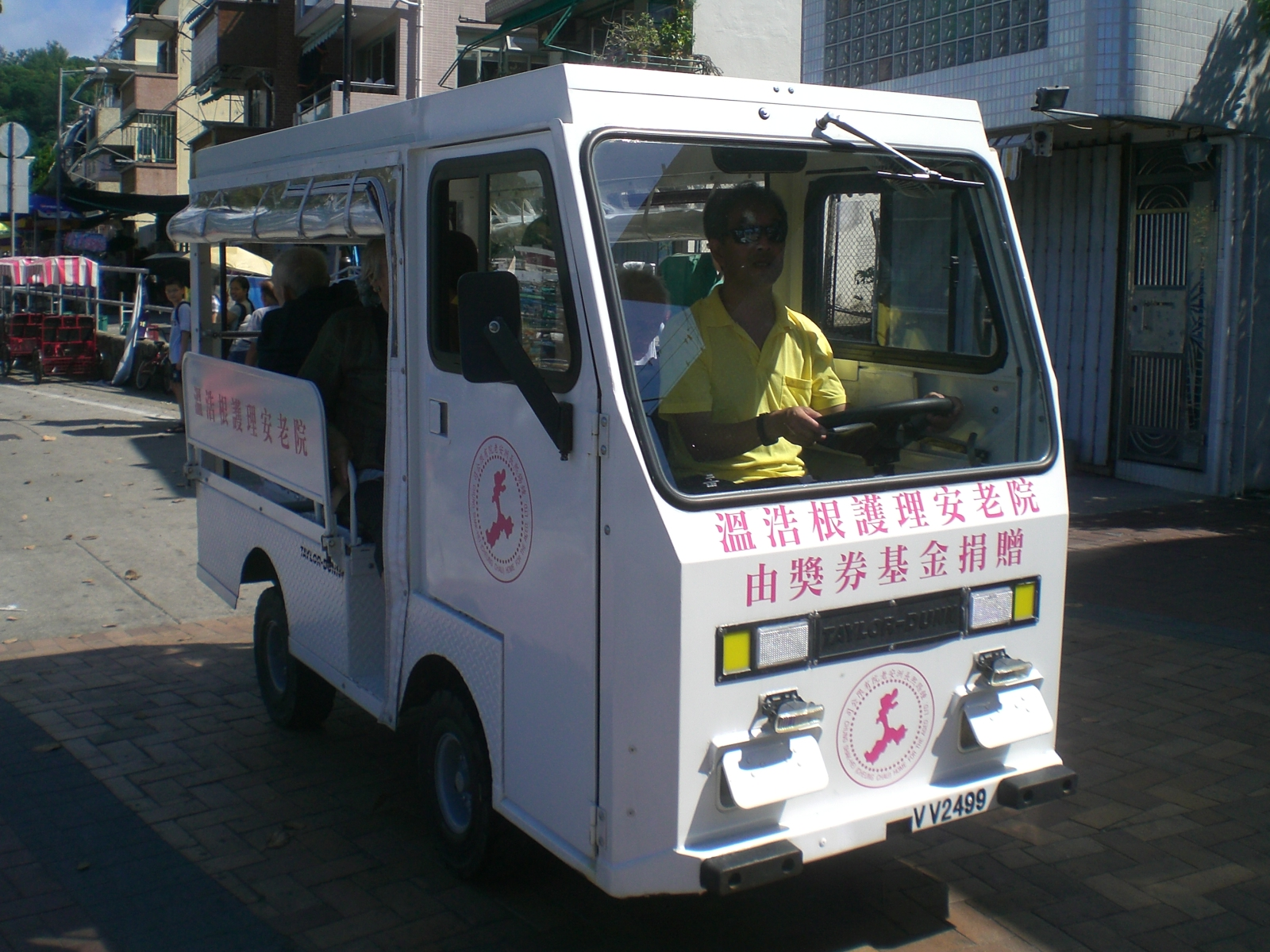
電池機動車

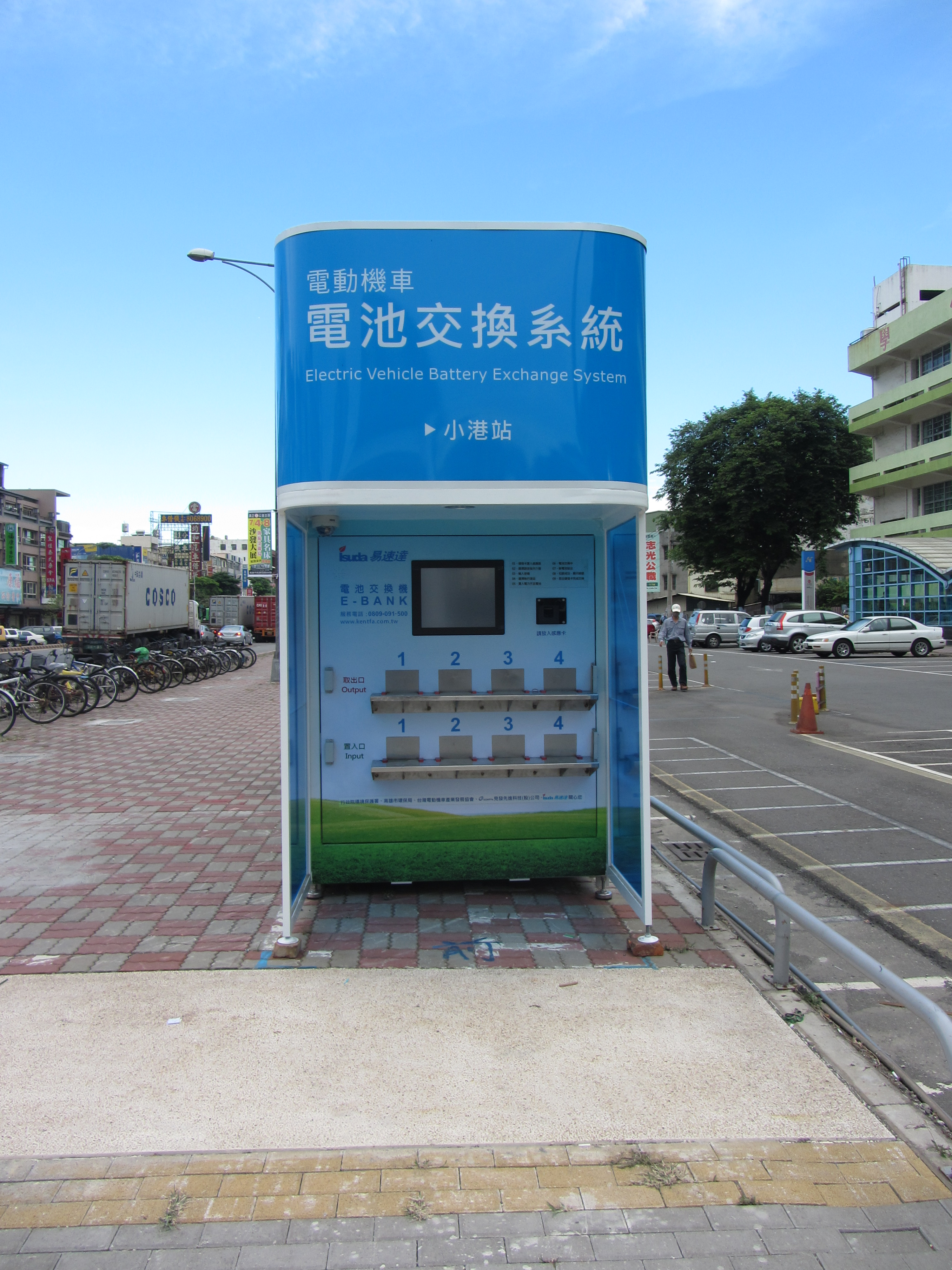
位於台灣的電動機車電池交換系統交換站。

一種稱作電池機動車、電池車的車輛也被稱作電動機車，這是電動機械車輛，高球車是其中之一，由於非由柴油、電油等開動，有相信此等用可再生能源電池機車，可以協助環保。不過，電動機車還需要等待科技發展，以克服以下問題：電池壽命短、成本高充電時間長、馬力不足、載重量小、上斜坡路時會不夠力。
上敘某些缺點在近代的科技都已解決大部份的問題了。最為人質疑的續航力以及動力問題，透過使用更高能量密度的鋰電池以及效率、馬力體積比更佳的馬達，均可改善到與傳統內燃機機車匹敵的程度。
歐美國家亦有廠家品牌推出極速、單次充電續航力均達上百公里的車種。
另一令人長期詬病的充電時間問題，其實經過仔細分析後，一般通勤型電動機車，大可採用統一規範的電池形式，透過更換電池的方式來延續行駛，此方式除可以延長續航力、減少充電時間外，亦可降低車主的購車成本，就如同傳統內燃機車種購買的是車，並非是車+燃料。

## TES電動機車
Taiwan E-scooter Standard簡稱為TES，係中華民國經濟部為推展電動機車產業所制定之電動機車性能及安全測試規範， 自2009年3月26日起公告實施，內容涵蓋電動機車的整車、充電系統及鋰電池組等相關 性能及安全要求，以提供消費者具良好性能及品質的電動機車產品。

## 外部連結
- （繁體中文） TES電動機車產業網 （页面存档备份，存于）
- （繁體中文） Taiwan E-Scooter電動機車的Facebook專頁